# 일국사회주의
일국사회주의(一國社會主義, 러시아어: Социализм в отдельно взятой стране)는 한 나라에서 사회주의 제반 경제 건설이 가능하다는 이론으로, 블라디미르 레닌의 일국 혁명 이론 및 사회주의의 일국적 발전론에 기초하여 1924년 이오시프 스탈린에 의해 정식화되었다.
레닌은 1910년대 말에서 1920년대에 걸쳐 일국 혁명의 결과로서 일국사회주의의 불가피성을 논하였다. 이론화는 레닌 사후 스탈린에 의해 추진되었다. 스탈린은 당시 소련의 후진성에 대해 체감하고 있었으며, 공산당 주도로 소련의 국내적 생산력 발전을 앞당겨야 한다고 주장하였다. 이는 소련 국내의 생산력주의 문제에 국한된 것이므로, "국제 혁명은 필요가 없다."와 "국제 혁명이 없이 소련 자력으로 세계 혁명을 이룰 수 있다."라는 주장과 다르다. 스탈린은 실제로 국제 혁명의 필요성을 주장했으며, '일국사회주의'는 어디까지나 국내 생산력 증강 문제와 연관이 있었다.

## 개요
일국사회주의는 선진유럽의 혁명이 없이 소련 국내의 생산력 증강 문제를 해결할 수 있다는 생산력 이론이다. 그러나, 이는 "순수 소련 자력만으로도 사회주의의 항구적인 승리를 이룰 수 있다."라는 주장과 다르기에 이와 혼동하지 말아야 한다. 본래 일국사회주의론은 블라디미르 레닌이 최초로 제기하였으며, 이는 레닌의 문건을 통해서도 알 수 있다.
1915년, 〈사회민주주의자〉 44호에 실린 '유럽의 슬로건'에서 블라디미르 레닌은 다음과 같이 자신의 의견을 밝혔다.
정치·경제적 불균등한 발전은 자본주의의 절대 법칙이다. 이것은 사회주의가 몇몇 나라에서 심지어 한 나라에서 먼저 승리할 수 있다는 결론으로 이어진다. 승리한 나라의 프롤레타리아트는 자본가를 수탈하고 사회주의 생산을 조직한 후에 나머지 자본주의 세계에 대항할 것이다. 다른 나라의 피억압계급과 함께 그 나라 자본가들에 반대하여 들고일어날 것이고, 필요하다면 착취계급과 국가에 반대하여 무력을 사용할 것이다.

또한 1918년 5월 14일, 레닌은 모스크바 인민위원회 공동회의에서 다음과 같이 의견을 밝혔다.
모든 국가에서 사회주의혁명이 일어나기 전까지는 권력을 장악해서는 안 된다고 주장하는 '현명한 사회주의자'들이 있다는 것을 알고 있다. 그들은 그렇게 말하면서, 혁명에서 멀어지고 스스로가 부르주아의 편에 가담하고 있다는 것을 의심하지 않는다. 만약, 국내 혁명이 국제적 규모의 노동자 혁명을 기다려야 한다면, 모든 국가가 국제적 규모의 혁명을 기다려야 하며, 결국 그 어느 국가도 혁명을 이룰 수 없다. 이에 따르면 국제 혁명도 일어나지 않을 것이다.

1923년 1월 6일 레닌은 『협동조합에 관하여』(О кооперации)를 통하여 한 나라에서의 사회주의 건설에 관해 논하였다. 이 문건에서 레닌은 사회주의 경제 조직을 건설하는 과정에서 프롤레타리아 계급이 소농·영세농에 대해 계급 투쟁을 전개할 필요가 없다고 논했다. 그리고 동시에 한 나라에서의 사회주의 건설이 가능하다고 주장하였다.
정치 권력은 노동 계급의 손에 달려 있기 때문에, 이 정치 권력은 모든 생산 수단을 소유하고 있기 때문에, 우리에게 남아있는 유일한 과제는 협동조합 사회에서 인구를 조직하는 것이다. 과거 계급 투쟁에 관한 행동이나 정치 권력을 위한 투쟁 등을 필요로 한다고 믿었던 사람들의 조롱과 경멸이 ‘우아한’(legitimately) 것으로 여겨지던 사회주의는 대부분의 인구가 협동조합을 조직함으로써 달성할 것이다.— 블라디미르 레닌, 『협동조합에 관하여』(1923년 1월)

이어서 레닌은 같은 저서에서 다음과 같이 주장하였다.
사실 모든 대량 생산수단을 지배하는 국가 권력, 프롤레타리아트의 수중에 있는 국가 권력, 권력을 장악하고 있는 프롤레타리아트와 수백만 소농 및 영세농과의 동맹, 프롤레타리아트의 농민에 대한 확실한 지도력 등 ― 이러한 것들이 협동조합으로부터, 오직 협동조합으로부터 완전한 사회주의를 건설하는 데 필요한 전부가 아니겠는가? 우리는 과거에 협동조합을 장사치라 경멸했으며, 어떤 면에서는 신경제 정책하의 지금도 그렇게 경멸하는 것은 정당하다. 그러나 이러한 것들이 완전한 사회주의 사회를 건설하는 데 필요한 전부가 아니겠는가? 아직 이러한 것들은 완전한 사회주의는 아니다. 그러나 완전한 사회주의를 건설하기 위한 필요 충분한 모든 것이다.— 블라디미르 레닌, 『협동조합에 관하여』(1923년 1월)

1938년 2월 14일에 이오시프 스탈린이 작성한 〈이바노프 동지에게 보내는 답장〉(Ответ товарищу Иванову)에는 스탈린이 소련 사회주의 건설이라는 '불완전한 승리'와 세계 공산화(사회주의화)라는 '완전한 승리'를 구별하고 있으며, 일국사회주의는 전자에서 '불완전한 승리'를 쟁취하기 위한 방편이라고 서술하고 있음을 알 수 있다. 이에 기반하여 이오시프 스탈린의 강연록인 『레닌주의의 기초와 레닌주의의 제문제』에서 나온 글의 맥락을 더욱 정확하게 해석할 수 있다.
이전에는 한 나라에서의 혁명의 승리는 불가능하다고 여겼다. 이는 부르주아지에 대해 승리하기 위해서는 선진적인 나라 전부 또는 적어도 대다수의 프롤레타리아트가 연합하여 행동해야 한다는 생각을 전제로 한다. 이제 이러한 견해는 더 이상 현실과 맞지 않게 되었다. 지금은 한 나라의 승리가 가능하다는 데서 출발해야 한다. 왜냐하면 제국주의 조건하에서는 다양한 자본주의 나라들의 발전이 불균등하고 산발적인 성격을 띤다는 것, 제국주의 내부의 파국적인 모순들이 불가피하게 전쟁으로 발전한다는 것, 세계의 모든 나라에서 혁명 운동이 성장한다는 것. ― 이 모든 사실로 인해 개별적인 나라에서 프롤레타리아트의 승리가 가능할 뿐만 아니라 승리가 필연적이기 때문이다.— 이오시프 스탈린, 『레닌주의의 기초와 레닌주의의 제문제』(1924년 5월)

동시에 스탈린은 같은 강연에서 다음과 같이 주장을 하였다.
그러나 부르주아 권력을 전복하고 프롤레타리아 권력을 한 나라에서 성립하는 것이 사회주의의 완전한 승리를 뜻하는 것은 아니다. 프롤레타리아가 투쟁력을 강화하고 농민을 지도하면서 승리한 한 국가의 사회주의 건설은 가능하다. 그러나 이것이 사회주의의 완전한 최종적 승리를 달성하는 것을 의미하는가? 즉 그 한 국가의 사회주의 건설이 그 국가가 외국의 개입으로부터 자강할 수 있음을 완전히 보장하는 것을 의미하는가? 아니다. 이를 위해서는 최소한 몇몇 국가에서의 혁명 승리가 필요하다. 따라서 다른 국가의 혁명의 발전과 지원은 사회주의의 완전한 승리의 필수 과제이다.— 이오시프 스탈린, 『레닌주의의 기초와 레닌주의의 제문제』(1924년 5월)

“사회주의의 완전한 승리를 이룬다.”는 “(소비에트 연방 국내의) 사회주의의 건설을 달성할 수 있다.”와는 구분되어야 한다. 사회주의의 완전한 승리는 국제 혁명이 도움이 없이는 불가능하다는 것을 스탈린 스스로 인정하고 있으며, '일국사회주의'는 ‘소비에트 연방의 사회주의 건설’이라는 불완전한 승리를 달성하기 위한 방편이라는 것이 더더욱 명확해진다. 따라서, 일국사회주의론은 "순수 소련 자력만으로도 세계 공산주의를 이룰 수 있다."라는 것과 별개의 것으로 이해되어야 한다. 생산력 이론의 관점에서 이오시프 스탈린은 "국제 혁명의 지원이 없이 소련 내 생산력 증강은 불가능하며, 곧바로 국제 혁명을 지원하여 사회주의의 승리를 얻어내야 한다."라는 레프 트로츠키의 영구혁명론(Теория перманентной революции)이 극좌모험주의에 속한다고 비판하였으며, 소련이 혁명의 병기창이 되기 위해서는 자력으로 생산력 증강을 꾀하여 사회주의 달성을 이루어야 한다고 주장했다.

## 같이 보기
- 마르크스-레닌주의
- 스탈린주의